# Indische Squashnationalmannschaft
Die indische Squashnationalmannschaft ist die Gesamtheit der Kader des indischen Squashverbandes Squash Rackets Federation of India. In ihm finden sich indische Sportler wieder, die ihr Land sowohl in Einzel- als auch in Teamwettbewerben national und international im Squashsport repräsentieren.

## Historie

### Herren
Indien nahm an der ersten Austragung der Weltmeisterschaft 1967 teil und schloss das Turnier auf Rang fünf ab, dem bis heute besten Resultat. Es folgten Teilnahmen 1971, 1976 und 1979, ehe Indien für längere Zeit auf eine Teilnahme verzichtete. Erst 1995 gehörte die indische Mannschaft wieder zum Teilnehmerfeld und erreichte mit dem 28. Rang das bislang schlechteste Ergebnis. Die nächste Teilnahme erfolgte erst 2005. Im Jahr 2007 erreichte Indien erstmals das Viertelfinale, was auch 2011, 2013 und 2017 gelang.
Bei Asienmeisterschaften feierte Indien größere Erfolge. Bei der ersten Austragung 1981 erreichte die Mannschaft sogleich das Finale, das sie gegen Pakistan verlor. Bis auf die Jahre 1998, 1992 und 1996 erreichte Indien bei jeder Teilnahme mindestens das Halbfinale. Jeweils sechsmal belegte Indien abschließend den dritten bzw. vierten Rang. Erst 2012 gelang der zweite Finaleinzug. Im Endspiel war Pakistan erneut die stärkere Mannschaft.
Auch bei den Asienspielen ist die indische Mannschaft bereits sehr erfolgreich gewesen. So gewann sie 2010 die Bronze- und 2014 die Goldmedaille.

## Letzter WM-Kader
Bei der letzten Weltmeisterschaft 2017 bestand die indische Mannschaft aus den folgenden Spielern:
| Rang | Name                | Geburtsdatum      | WRL | Einsätze | Siege | Niederlagen |
| ---- | ------------------- | ----------------- | --- | -------- | ----- | ----------- |
| 1.   | Saurav Ghosal       | 10. August 1986   | 21  | 4        | −     | 4           |
| 2.   | Vikram Malhotra     | 16. November 1989 | 61  | 5        | 2     | 3           |
| 3.   | Harinder Pal Sandhu | 23. Juli 1988     | 69  | 4        | 2     | 2           |
| 4.   | Mahesh Mangaonkar   | 23. März 1994     | 69  | 5        | 4     | 1           |

## Bilanz
| Herren |                    |                    |                    |                    |                    |
| Jahr   | Austragungsort     | Runde              | Platzierung        | Siege              | Niederlagen        |
| 1967   | Melbourne          | Gruppenphase       | 5.                 | 1                  | 4                  |
| 1969   | Birmingham         | nicht teilgenommen | nicht teilgenommen | nicht teilgenommen | nicht teilgenommen |
| 1971   | Palmerston North   | Gruppenphase       | 6.                 | 1                  | 5                  |
| 1973   | Johannesburg       | nicht teilgenommen | nicht teilgenommen | nicht teilgenommen | nicht teilgenommen |
| 1976   | Birmingham         | Gruppenphase       | 7.                 | 3                  | 4                  |
| 1977   | Toronto            | nicht teilgenommen | nicht teilgenommen | nicht teilgenommen | nicht teilgenommen |
| 1979   | Brisbane           | Gruppenphase       | 7.                 | 4                  | 4                  |
| 1981   | Stockholm          | nicht teilgenommen | nicht teilgenommen | nicht teilgenommen | nicht teilgenommen |
| 1983   | Auckland           | nicht teilgenommen | nicht teilgenommen | nicht teilgenommen | nicht teilgenommen |
| 1985   | Kairo              | nicht teilgenommen | nicht teilgenommen | nicht teilgenommen | nicht teilgenommen |
| 1987   | London             | nicht teilgenommen | nicht teilgenommen | nicht teilgenommen | nicht teilgenommen |
| 1989   | Singapur           | nicht teilgenommen | nicht teilgenommen | nicht teilgenommen | nicht teilgenommen |
| 1991   | Helsinki           | nicht teilgenommen | nicht teilgenommen | nicht teilgenommen | nicht teilgenommen |
| 1993   | Karatschi          | nicht teilgenommen | nicht teilgenommen | nicht teilgenommen | nicht teilgenommen |
| 1995   | Kairo              | Gruppenphase       | 28.                | 1                  | 5                  |
| 1997   | Petaling Jaya      | nicht teilgenommen | nicht teilgenommen | nicht teilgenommen | nicht teilgenommen |
| 1999   | Kairo              | nicht teilgenommen | nicht teilgenommen | nicht teilgenommen | nicht teilgenommen |
| 2001   | Melbourne          | nicht teilgenommen | nicht teilgenommen | nicht teilgenommen | nicht teilgenommen |
| 2003   | Wien               | nicht teilgenommen | nicht teilgenommen | nicht teilgenommen | nicht teilgenommen |
| 2005   | Islamabad          | Achtelfinale       | 11.                | 2                  | 3                  |
| 2007   | Chennai            | Viertelfinale      | 8.                 | 3                  | 4                  |
| 2009   | Odense             | Gruppenphase       | 18.                | 3                  | 3                  |
| 2011   | Paderborn          | Viertelfinale      | 7.                 | 4                  | 3                  |
| 2013   | Mülhausen          | Viertelfinale      | 7.                 | 5                  | 3                  |
| 2015   | Kairo              | keine Austragung   | keine Austragung   | keine Austragung   | keine Austragung   |
| 2017   | Marseille          | Viertelfinale      | 7.                 | 3                  | 3                  |
| 2019   | Washington, D.C.   | nicht teilgenommen | nicht teilgenommen | nicht teilgenommen | nicht teilgenommen |
| Gesamt | 11 / 26 Teilnahmen | 11 / 26 Teilnahmen | 0 Titel            | 30                 | 41                 |